# Povilas Varanauskas
Povilas Varanauskas (* 21. Februar 1941 in Kalneliškiai, Rajongemeinde Pasvalys) ist ein litauischer Politiker.

## Leben
Nach dem Abitur absolvierte Povilas Varanauskas 1958 mit Auszeichnung das Kauno politechnikumas in Kaunas und arbeitete von 1958 bis 1968 im „Pergalės“-Betrieb als Konstruktor. Von 1965 bis 1990 lehrte er am Kauno politechnikos institutas als Oberlehrer und Dozent und war wissenschaftlicher Mitarbeiter und Laborleiter. Von 1990 bis 1992 war er Deputat im Seimas.
Povilas Varanauskas ist verheiratet. Frau Džiuljeta ist Absolventin der Vilniaus universitetas.